# Stonebridge International Insurance

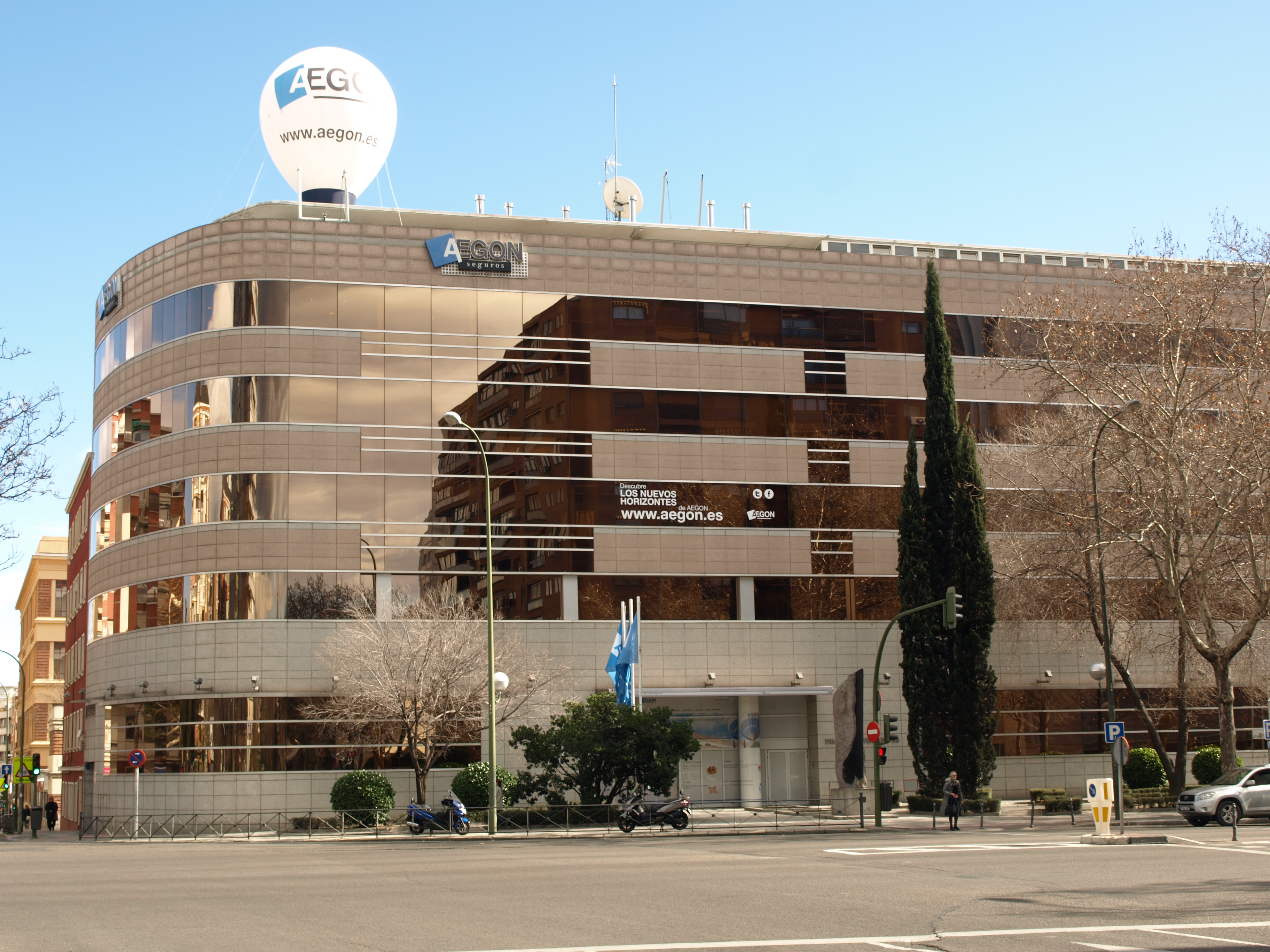
Siège social de AEGON en Espagne.

Stonebridge International Insurance Ltd. est une compagnie d'assurances généraliste depuis plus de 10 ans dont le siège européen est situé au Royaume-Uni. Stonebridge International Insurance Ltd. est habilitée à délivrer ses services dans les pays suivants : Danemark, Finlande, France, Allemagne, Irlande, Italie, Norvège, Pologne, Portugal, Espagne, Suède et Royaume-Uni.
Stonebridge International Insurance Ltd. est soumise au contrôle de la Financial Services Authority et est membre de l’Association des Assureurs Britanniques.
Stonebridge étant habilitée à offrir ses produits d’assurance en France, elle dépend du droit français et du code des assurances. Elle est donc également soumise au Contrôle de l’autorité de Contrôle Prudentiel (ACP), sise 61, rue Taibout, 75436 Paris cedex 09.
Le siège de Stonebridge International Insurance Ltd. se trouve à Braywick Gate, Braywick Road, Maidenhead, Berkshire SL6 1DA et immatriculée au Royaume-Uni sous le numéro 3321734.

## Historique
Stonebridge International Insurance Ltd. a été fondée en 1998 et fait partie d’AEGON Direct Marketing Services International, une des entités du Groupe AEGON.
L’historique d’AEGON remonte à la deuxième moitié du 19e. En 1983, AGO et Ennia ont fusionné et ont formé AEGON. En plus des acquisitions de «Scottish Equitable» au Royaume-Uni en 1983, de « Providian » aux États-Unis en 1997, de « Guardian Royal Exchange Assurance » au Royaume-Uni en 1999 et de « Transamerica » aux États-Unis en 1999, Stonebridge International Insurance Ltd. a été créée pour élargir sa gamme de service en offrant des produits d’assurance accident et santé à sa clientèle.
Le groupe AEGON fournit des produits d’assurance-vie, de retraite et d’investissement et a plus de 40 millions de clients sur plus d’une vingtaine de marchés sur le continent américain, en Europe et en Asie. Le groupe AEGON emploie près de 27 500 personnes à travers le monde avec un actif total excédant les 332 milliards d’euros.

## Activité
L’activité de Stonebridge International Insurance Ltd. est spécialisée en assurance accident santé et chômage pour les particuliers. Elle propose ses produits par le biais du télémarketing et par Internet en collaboration avec de nombreux partenaires issus de différents secteurs (finance, distribution, vente à distance, services publics…) à travers l’Europe. 
Stonebridge a des bureaux au Royaume-Uni, en France, en Italie, en Allemagne et en Espagne.
Bill Gilbert, Directeur Général de Stonebridge International Insurance Ltd. et AEGON Direct Marketing Services International, est un aussi un membre du conseil de la Direct Marketing Association (Royaume-Uni) et est président du Conseil de la DMA pour les services financiers.